# Obernhausen (Gersfeld)
Obernhausen ist ein Stadtteil der Stadt Gersfeld (Rhön) im osthessischen Landkreis Fulda.

## Geographie
Das Dorf liegt nördlich von Gersfeld im Biosphärenreservat Rhön am Rande der Wasserkuppe. In Ortsnähe entspringt die Fulda. Durch den Ort verläuft die Bundesstraße 284.
Siedlungsplätze innerhalb der Gemarkung:
- Gänsgraben (Hof)[3]
- Glashütte (Siedlung)[4]
- Gänsgraben (Hof)[5]

## Geschichte

### Ortsgeschichte
Die älteste bekannte schriftliche Erwähnung von Obernhausen erfolgte im Jahr 1362. Von 1451 bis 1540 war der Ort wüst. 1550 wurde er von sieben Ansiedlern wieder bewohnt.
Zum 31. Dezember 1971 wurde die bis dahin selbständige Gemeinde Obernhausen im Zuge der Gebietsreform in Hessen auf freiwilliger Basis in die Stadt Gersfeld eingemeindet.
Für den Stadtteil Obernhausen wurde, wie für die übrigen nach Gersfeld eingegliederten Gemeinden, ein Ortsbezirk eingerichtet.

### Verwaltungsgeschichte im Überblick
Die folgende Liste zeigt die Staaten und Verwaltungseinheiten, denen Obernhausen angehört(e):

- vor 1806: Heiliges Römisches Reich, Herrschaft der Grafen von Frohberg (Ritterkanton Rhön-Werra, Buchisches Quartier), Herrschaftsgericht Gersfeld
- 1806–1818: Großherzogtum Würzburg[Anm. 2]
- 1820–1843: Königreich Bayern, Herrschaftsgericht Gersfeld, ausgeübt durch die Grafen von Frohberg
- ab 1843: Königreich Bayern, Regierungsbezirk Unterfranken und Aschaffenburg, Landgerichtsbezirk Bischofsheim
- ab 1862: Königreich Bayern, Regierungsbezirk Unterfranken, Bezirksamt Gersfeld[Anm. 3]
- ab 1867: Königreich Preußen,[Anm. 4] Provinz Hessen-Nassau, Regierungsbezirk Kassel, Kreis Gersfeld
- ab 1871: Deutsches Reich, Königreich Preußen, Provinz Hessen-Nassau, Regierungsbezirk Kassel, Kreis Gersfeld
- ab 1918: Deutsches Reich, Freistaat Preußen, Provinz Hessen-Nassau, Regierungsbezirk Kassel, Kreis Gersfeld
- ab 1932: Deutsches Reich, Freistaat Preußen, Provinz Hessen-Nassau, Regierungsbezirk Kassel, Landkreis Fulda
- ab 1944: Deutsches Reich, Freistaat Preußen, Provinz Kurhessen, Landkreis Fulda
- ab 1945: Deutsches Reich, Amerikanische Besatzungszone,[Anm. 5] Groß-Hessen, Regierungsbezirk Kassel, Landkreis Fulda
- ab 1946: Deutsches Reich, Amerikanische Besatzungszone, Hessen, Regierungsbezirk Kassel, Landkreis Fulda
- ab 1949: Bundesrepublik Deutschland, Hessen, Regierungsbezirk Kassel, Landkreis Fulda
- ab 1972: Bundesrepublik Deutschland, Hessen, Regierungsbezirk Kassel, Landkreis Fulda, Stadt Gersfeld (Rhön)

## Bevölkerung

### Einwohnerentwicklung
- 1550: Neugründung mit 7 Ansiedlern[1]

| Obernhausen: Einwohnerzahlen von 1834 bis 2020 | Obernhausen: Einwohnerzahlen von 1834 bis 2020 | Obernhausen: Einwohnerzahlen von 1834 bis 2020 | Obernhausen: Einwohnerzahlen von 1834 bis 2020 | Obernhausen: Einwohnerzahlen von 1834 bis 2020 |
| --- | ---------------------------------------------- | ---------------------------------------------- | ---------------------------------------------- | ---------------------------------------------- |
| Jahr |                                                |                                                |                                                | Einwohner                                      |
| 1834 | 1834                                           |                                                | 132                                            | 132                                            |
| 1840 | 1840                                           |                                                | 137                                            | 137                                            |
| 1846 | 1846                                           |                                                | 141                                            | 141                                            |
| 1852 | 1852                                           |                                                | 146                                            | 146                                            |
| 1858 | 1858                                           |                                                | 144                                            | 144                                            |
| 1864 | 1864                                           |                                                | 141                                            | 141                                            |
| 1871 | 1871                                           |                                                | 153                                            | 153                                            |
| 1875 | 1875                                           |                                                | 140                                            | 140                                            |
| 1885 | 1885                                           |                                                | 139                                            | 139                                            |
| 1895 | 1895                                           |                                                | 133                                            | 133                                            |
| 1905 | 1905                                           |                                                | 122                                            | 122                                            |
| 1910 | 1910                                           |                                                | 104                                            | 104                                            |
| 1925 | 1925                                           |                                                | 153                                            | 153                                            |
| 1939 | 1939                                           |                                                | 384                                            | 384                                            |
| 1946 | 1946                                           |                                                | 222                                            | 222                                            |
| 1950 | 1950                                           |                                                | 185                                            | 185                                            |
| 1956 | 1956                                           |                                                | 165                                            | 165                                            |
| 1961 | 1961                                           |                                                | 175                                            | 175                                            |
| 1967 | 1967                                           |                                                | 209                                            | 209                                            |
| 1970 | 1970                                           |                                                | 189                                            | 189                                            |
| 1980 | 1980                                           |                                                | ?                                              | ?                                              |
| 1990 | 1990                                           |                                                | ?                                              | ?                                              |
| 2000 | 2000                                           |                                                | 143                                            | 143                                            |
| 2005 | 2005                                           |                                                | 134                                            | 134                                            |
| 2010 | 2010                                           |                                                | 125                                            | 125                                            |
| 2011 | 2011                                           |                                                | 111                                            | 111                                            |
| 2015 | 2015                                           |                                                | 98                                             | 98                                             |
| 2020 | 2020                                           |                                                | 95                                             | 95                                             |
| Datenquelle: Historisches Gemeindeverzeichnis für Hessen: Die Bevölkerung der Gemeinden 1834 bis 1967. Wiesbaden: Hessisches Statistisches Landesamt, 1968. Weitere Quellen: bis 1970:; Nach 1970 Stadt Gersfeld:; Zensus 2011 |                                                |                                                |                                                |                                                |

### Einwohnerstruktur 2011
Nach den Erhebungen des Zensus 2011 lebten am Stichtag dem 9. Mai 2011 in Obernhausen 111 Einwohner. Darunter waren keine Ausländer. Nach dem Lebensalter waren 15 Einwohner unter 18 Jahren, 42 zwischen 18 und 49, 21 zwischen 50 und 64 und 30 Einwohner waren älter. Die Einwohner lebten in 54 Haushalten. Davon waren 21 Singlehaushalte, 15 Paare ohne Kinder und 15 Paare mit Kindern, sowie 6 Alleinerziehende und keine Wohngemeinschaften. In 15 Haushalten lebten ausschließlich Senioren/-innen und in 30 Haushaltungen lebten keine Senioren/-innen.

### Historische Religionszugehörigkeit
| • 1885: | 126 evangelische (= 60,7 %), 13 katholische (= 9,3 %) Einwohner  |
| • 1961: | 138 evangelische (= 78,9 %), 31 katholische (= 17,7 %) Einwohner |

## Politik
Für Obernhausen besteht ein Ortsbezirk (Gebiete der ehemaligen Gemeinde Obernhausen) mit Ortsbeirat und Ortsvorsteher nach der Hessischen Gemeindeordnung. Der Ortsbeirat besteht aus drei Mitgliedern. Bei den Kommunalwahlen in Hessen 2021 betrug die Wahlbeteiligung zum Ortsbeirat 79,55 %. Alle Kandidaten gehörten der „Bürgerliste Obernhausen“ an. Der Ortsbeirat wählte Joachim Simon zum Ortsvorsteher.